# Giuseppe Alveti
Giuseppe Alveti (Paliano, 15 luglio 1948) è un politico italiano.

## Biografia
Nato il 15 luglio 1948 a Paliano, in provincia di Frosinone, dove risiede con moglie e due figli, geometra, già dipendente del Ministero delle Finanze.
Dal 1975 al 1980 è stato assessore al comune di Paliano, di cui successivamente ne viene eletto sindaco per quattro consiliature.
Alle elezioni politiche del 1992 viene candidato alla Camera dei deputati, ed eletto la prima volta tra le liste del Partito Democratico della Sinistra nella circoscrizione Roma-Viterbo-Latina-Frosinone. Nella XI legislatura è stato componente della 7ª Commissione Cultura, scienza e istruzione.
Alle elezioni politiche del 1994 viene ricandidato alla Camera nel collegio uninominale di Alatri, per la coalizione di centro-sinistra Alleanza dei Progressisti in quota PDS, venendo tuttavia sconfitto in larga misura (35,53% contro il 47,47% dei voti) dal candidato del Polo del Buon Governo in quota AN Oreste Tofani.
Dal 1995 al 1998 è stato presidente del Consorzio Acquedotto Simbrivio (gestore del servizio idrico integrato).
Alle elezioni politiche del 1996 si è ricandidato a Montecitorio nel medesimo collegio uninominale, sostenuto dalla coalizione di centro-sinistra L'Ulivo in quota PDS, dove viene rieletto deputato alla Camera con il 48,79% dei voti contro i candidati del Polo per le Libertà, in quota forzista, Antonio Tajani (45,29%) e della Fiamma Tricolore Ruggero Quattrociocchi (5,92%). Nel corso della XIII legislatura è stato componente della 10ª Commissione Attività produttive, commercio e turismo. Termina il mandato parlamentare nel 2001.
È stato dal 1998 al 2002 presidente della Federazione Italiana Biliardo Sportivo (FIBiS).
Da luglio 2015 è presidente di Amea S.p.a.